# In 't Aepjen

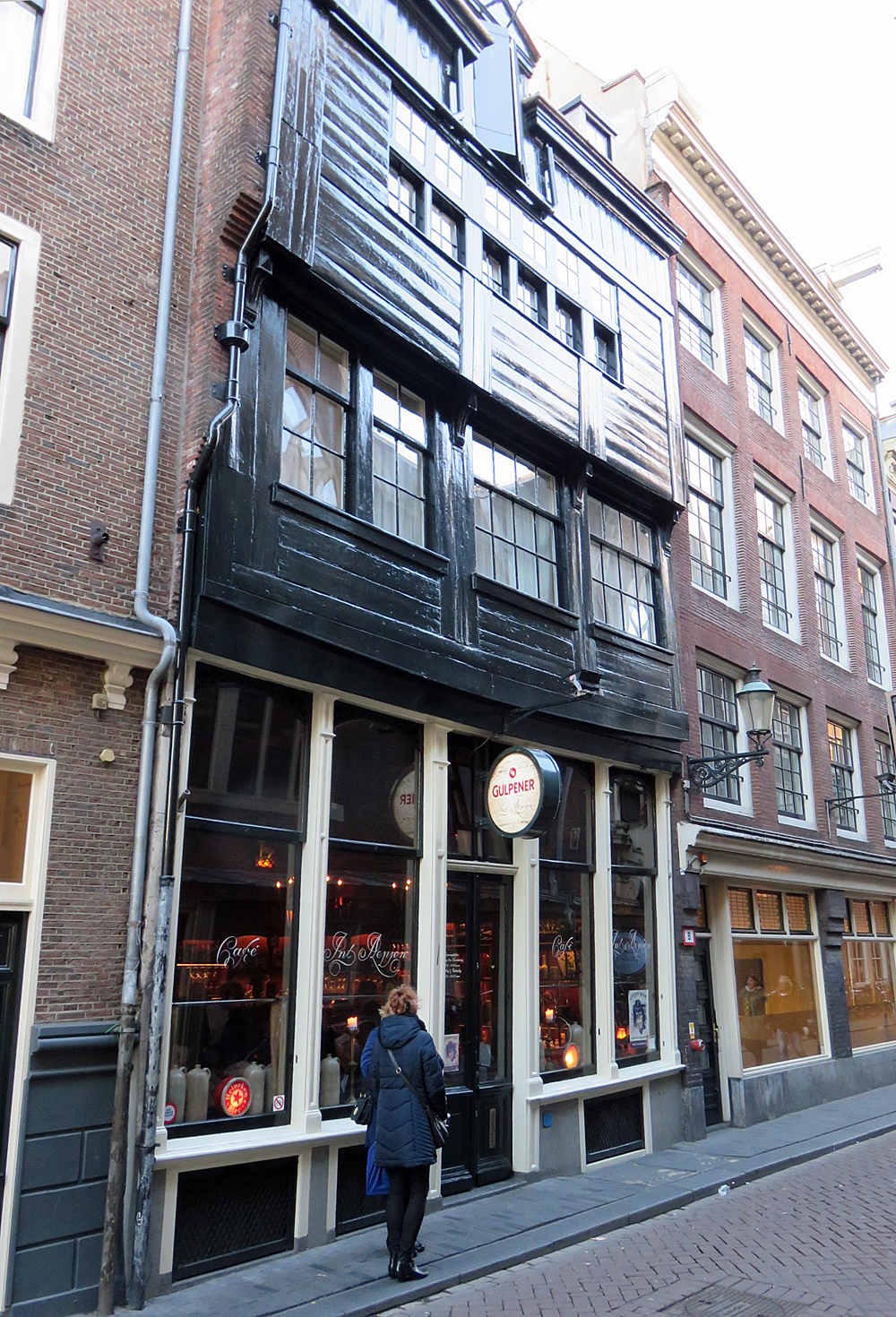
't Aepjen in 2017

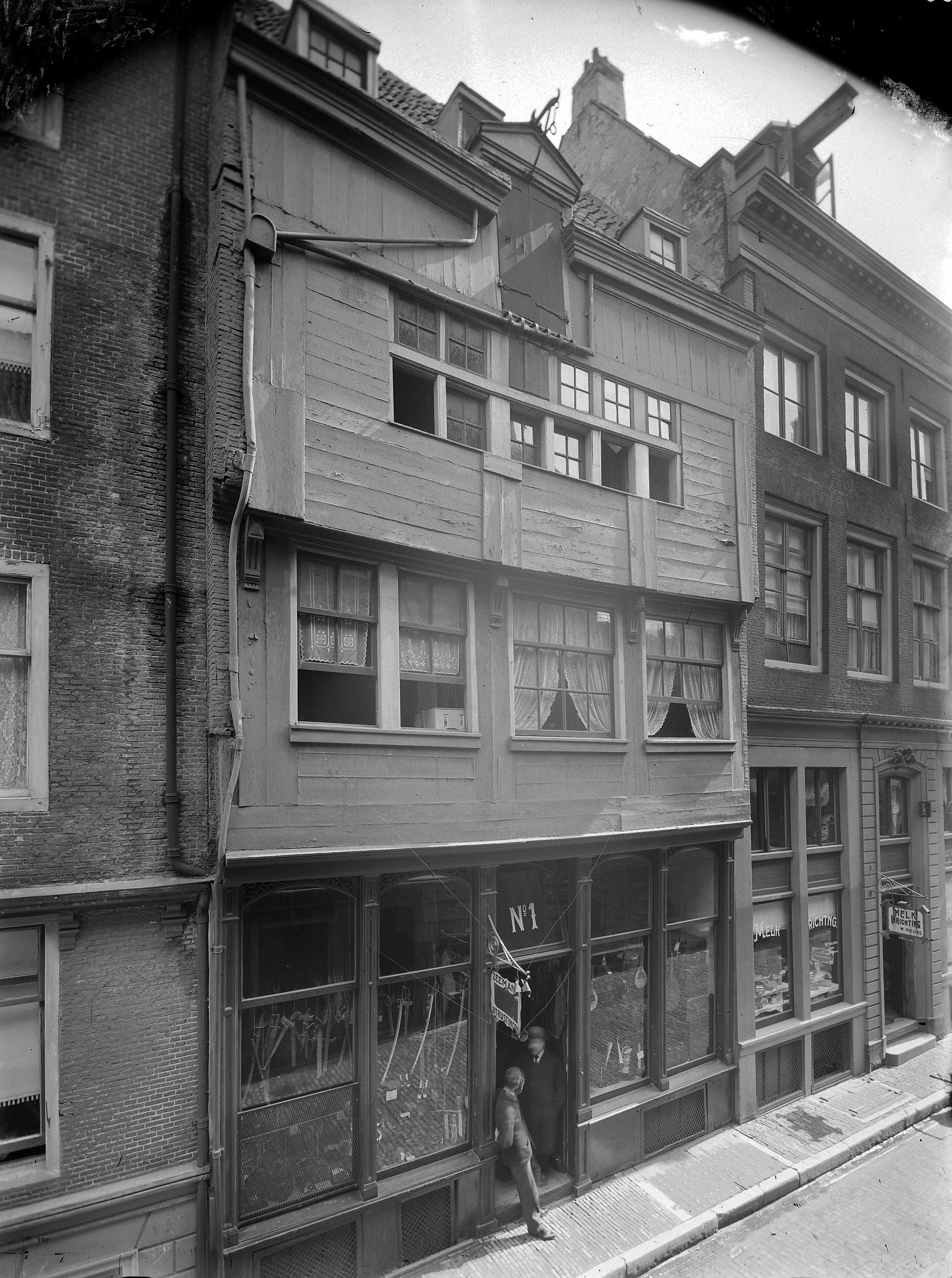
Oude foto van 't Aepjen

 In 't Aepjen is een tussen 1546 en 1550 gebouwd pand aan de Zeedijk nr. 1 in Amsterdam en een van de oudste nog bestaande houten huizen van de stad. Tegenwoordig is de begane grond in gebruik als een café onder de naam In 't Aepjen en worden de bovenverdiepingen verhuurd als hotelkamers.

## Gebouw
De sleutelstukken van het houtskelet zijn in renaissancestijl, wat betekent dat het pand op z'n vroegst in 1540 gebouwd is. De naam Aepgen komt al voor op de Amsterdamse stadskaart van Cornelis Anthonisz uit 1544. Tezamen met het Houten Huys op het Begijnhof is 't Aepjen een van de twee overgebleven houten huizen van Amsterdam, al werd in 2012 ontdekt dat achter de onopvallende 19e-eeuwse gevel van Warmoesstraat 90 een houtskelet uit ca. 1485 schuilgaat.
Vanwege de geringe draagkracht van de ondergrond waren in de middeleeuwen de meeste huizen in de stad van hout. Dit maakte het ook mogelijk om, zoals bij 't Aepjen, de gevels uitkragend te bouwen zodat er op de bovenverdiepingen meer ruimte kwam. Tegenwoordig zijn de zijmuren van steen, maar is de draagconstructie nog geheel van hout. Ook is de originele eikenhouten wenteltrap nog aanwezig.
Rond 1800 werden onder meer de kroonlijst en de ramen op de eerste verdieping vernieuwd en werd de gevel van nieuwe betimmering voorzien. De huidige houten winkelpui stamt uit 1878. In 1920 kwam het gebouw in bezit van de Vereniging Hendrick de Keyser die het in de jaren 1986 en 1987 restaureerde.

## Gebruik
Het pand dankt zijn naam aan Jan Claesz 'int Aepgen die het in de 16e eeuw als woonhuis in gebruik had. Later werd het pand voor de handel gebruikt, bijvoorbeeld in de 18e eeuw als papierwinkel en in de 19e eeuw als kruidenierswinkel. 
Na de restauratie van 1986-'87 werd de begane grond van het pand in gebruik genomen als café. De bovenverdiepingen van het pand worden door het naastgelegen NH Barbizon Palace Hotel als kamers verhuurd.

## Gezegde
Van de uitdrukking "in de aap gelogeerd zijn" wordt wel gezegd dat die aan 't Aepjen ontleend is, namelijk toen hier een herberg zou zijn geweest waar het slecht toeven was, al dan niet doordat zeelieden hier hun rekeningen betaalden met een aapje, waarvan de vlooien de gasten veel jeuk bezorgden. Er zijn echter geen bronnen die aantonen dat dit pand vroeger daadwerkelijk een herberg was en bovendien waren ook elders in Nederland herbergen die naar een aap genoemd waren.